# Chase: Cold Case Investigations - Distant Memories
Chase: Cold Case Investigations - Distant Memories (-CHASE- 未解決事件捜査課 ～遠い記憶～ -Chasu- mi kaiketsu jiken sōsa ka ～ tōi kioku ～?) es un videojuego de novela visual desarrollado por Arc System Works para Nintendo 3DS. Fue lanzado en Japón el 11 de mayo de 2016 y en Norteamérica y Europa el 13 de octubre de 2016, por Aksys Games.

## Visión general
Chase se basa en dos detectives, Shounosuke Nanase y Koto Amekura, que fueron avisados por un llamador anónimo de que una explosión cinco años antes, previamente resolvió un accidente, se inició deliberadamente para enmascarar un asesinato, lo que llevó a una nueva investigación del caso.

## Desarrollo y lanzamiento
Chase fue desarrollado por Arc System Works, por exmiembros del personal del estudio Cing, incluido el director Taisuke Kanasaki. En narrativa y temática similar a Hotel Dusk: Room 215 y Last Window: The Secret of Cape West, títulos de detectives desarrollados por Cing antes de su cierre.
El juego se lanzó en Japón como título solo digital para la eshop de la  Nintendo 3DS el 11 de mayo de 2016. Aksys Games se encargó de la localización y publicó el título para Norteamérica y Europa el 13 de octubre de 2016.